# Pere Bosch i Labrús
Pere Bosch i Labrús   (Besalú, 25 de febrer de 1826 - Sant Gervasi de Cassoles, 20 de juliol de 1894) fou un economista, empresari i polític català. Va ser diputat a les Corts Espanyoles en cinc legislatures entre 1868 i 1892, en representació del Partit Constitucional i del Partit Liberal Conservador. Va fundar el Foment de la Producció Nacional, un organisme defensor del proteccionisme.

## Biografia
Començà els estudis a l'Institut de Girona i al seu Seminari, però no els va acabar. Es va dedicar aleshores al comerç i s'establí a Barcelona, on va fundar la sastreria El Águila, que va introduir la innovació de vendre roba ja confeccionada. Això li va permetre obrir sucursals a Madrid, Sevilla, València i Cadis.
Des de 1860, endemés, es va interessar pel proteccionisme i el lliurecanvisme, posant-se a favor de les tesis de Joan Güell i Ferrer. Quan la revolució de 1868 va suprimir el dret diferencial de bandera va decidir lluitar contra la política lliurecanvista de les autoritats i el 1869 fundà el Foment de la Producció Nacional, amb seu a Madrid i presidit per Joan Güell, del que en fou secretari. Va fundar el diari El Protector del Pueblo i fou l'artífex de la declaració proteccionista de Barcelona de març de 1869; també va fundar la Lliga Proteccionista Espanyola. L'abril de 1869 encapçalà una delegació catalana que viatjà a Madrid per demanar la supressió de l'aranzel aprovat per Laureà Figuerola i Ballester, sense èxit. El 1869 fou nomenat president del Foment de la Producció Nacional, i des del seu càrrec va promoure el proteccionisme integral. El 1870 tornà a viatjar a Madrid per tal de promoure les tesis proteccionistes en la signatura de tractats comercials amb altres estats. També organitzà exposicions industrials a Barcelona el 1872, 1875 i 1877.
Un cop efectuada la restauració borbònica, el 1875 va rebre a Barcelona al futur Alfons XII a una exposició de productes catalans. A les eleccions generals espanyoles de 1876 fou elegit diputat pel districte de Vic dins les files del Partit Constitucional, i es mostrà força actiu defensant les tesis proteccionistes en la signatura dels tractats comercials amb Bèlgica, tot reclamant una reforma aranzelària. Quan es decidí l'establiment d'una línia marítima regular a les Filipines entre Cadis o Barcelona, Foment es decantà per Barcelona mentre per Pere Bosch defensà l'opció de Cadis. Aleshores abandonà FPN i fundà el 1876 amb Josep de Letamendi i de Manjarrés el Foment de la Producció Espanyola, però per iniciativa de Manuel Duran i Bas, ambdues entitats es fusionaren el 1877. Fou escollit novament diputat per Vic, aquest cop amb el Partit Liberal Conservador, a les eleccions generals espanyoles de 1879, 1881 i 1884. Durant aquest mandat va proposar clàusules proteccionistes amb els tractats comercials amb França i Àustria-Hongria i defensà la construcció de ferrocarrils i els interessos dels sureres i propietaris urbans catalans. Quan els liberals arribaren al poder l'abril de 1881 organitzà una manifestació proteccionista a Gràcia.
El 1883 participà en la fundació del Círculo Conservador-Liberal de Barcelona i organitzà conferències sobre catalanisme i proteccionisme al local del Centre Català. Alhora, mostrà certa sintonia amb les tesis polítiques de Francisco Romero Robledo, però finalment s'alinearà amb Cánovas del Castillo. A les eleccions de 1886 no va ser escollit, però tornà a obtenir representació per Girona a les eleccions generals espanyoles de 1891. Durant aquesta legislatura fou membre de la comissió parlamentària encarregada d'estudiar modificacions de l'aranzel espanyol. El 1888 fou un dels vocals del Congreso Económico Nacional i el 1892 va intentar organitzar un moviment proteccionista a nivell estatal amb el basc Zaracondegui (cap de la Lliga Biscaïna de Productors) i l'asturià Luis Adaro y Magro.

## Obres
- La conveniencia de un concierto económico entre las distintas naciones de raza española (1889), defensa del proteccionisme.
- Discursos y escritos (1929)